# Dipterocarpus hasseltii
Dipterocarpus hasseltii är en tvåhjärtbladig växtart som beskrevs av Carl Ludwig von Blume. Dipterocarpus hasseltii ingår i släktet Dipterocarpus och familjen Dipterocarpaceae. Inga underarter finns listade i Catalogue of Life.